# Pete Wilson

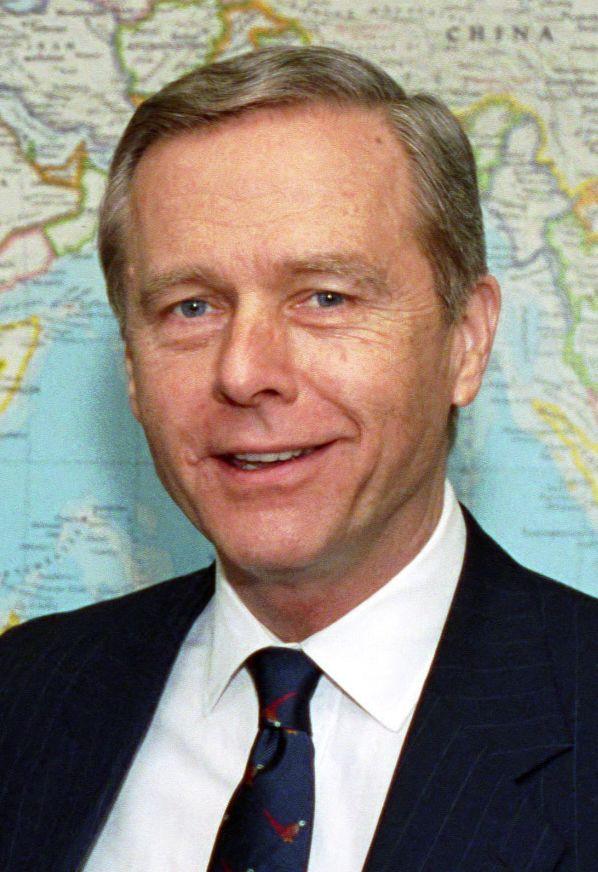
Pete Wilson (1993)

Peter Barton „Pete“ Wilson (* 23. August 1933 in Lake Forest, Illinois) ist ein US-amerikanischer Politiker (Republikanische Partei). Er war Gouverneur von Kalifornien und vertrat diesen Bundesstaat im US-Senat.

## Leben
Pete Wilson wurde in einem Vorort von Chicago als Sohn eines Juweliers geboren. Wegen des Umzugs der Familie nach St. Louis verbrachte er seine Schulzeit an einer Privatschule im St. Louis County. Im Herbst 1952 begann er ein Englisch-Studium an der Yale University, das er als Bachelor abschloss. Er erhielt ein Stipendium des Reserveoffizierskorps der United States Marines. Nach einer dreijährigen Dienstzeit bei der Infanterie der Marines studierte er an der Boalt Hall School of Law der University of California in Berkeley Rechtswissenschaften.
1962 arbeitete er für das Wahlkampfteam von Richard Nixon, des republikanischen Bewerbers um das Amt des Gouverneurs, und lernte dessen Berater Herb Klein kennen, der ihm empfahl, sich in San Diego in der Politik zu betätigen. Wilson zog 1963 nach San Diego um und wurde dort zunächst Strafverteidiger, später war er als Rechtsanwalt tätig. 1964 unterstützte er Barry Goldwater in dessen vergeblichen Bemühungen um das Präsidentschaftsamt. Sein Einsatz führte dazu, dass maßgebliche Republikaner in der Stadt seine Bewerbung um ein Mandat in der California State Assembly unterstützten. Er wurde im Alter von 33 Jahren als Nachfolger von Clair Burgener in das Abgeordnetenhaus gewählt, dem er von 1967 bis 1971 angehörte. Von 1971 bis 1982 war er als Bürgermeister von San Diego im Amt.
1982 trat Wilson zur Wahl für den US-Senat an und gewann gegen den damaligen demokratischen Gouverneur von Kalifornien, Jerry Brown. Mit seiner Wiederwahl 1988 war er vom 3. Januar 1983 bis zum 7. Januar 1991 als Senator im Amt; er gehörte dem Streitkräfteausschuss an und unterstützte Ronald Reagans SDI-Initiative.

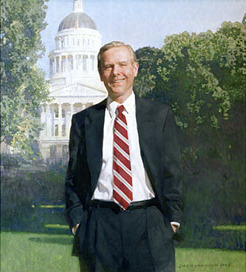
Wilsons offizielles Porträt als Gouverneur

Am 7. Januar 1991 trat Wilson als Senator zurück, nachdem er im November 1990 erfolgreich als Gouverneur von Kalifornien kandidierte. Er setzte sich dabei gegen die ehemalige Bürgermeisterin von San Francisco und spätere US-Senatorin Dianne Feinstein mit 49 % zu 46 % der Stimmen durch. Im November 1994 wurde Wilson für eine zweite Amtszeit bis zum 4. Januar 1999 wiedergewählt. Dabei siegte er über Kathleen Brown mit 55 % gegen 40 % der Stimmen überaus klar. Ein während der 1990er Jahre verabschiedetes Gesetz stand einer erneuten Wiederwahl im Wege, sein Nachfolger im Amt wurde der bisherige Vizegouverneur Gray Davis. In Wilsons Amtszeit fällt ein starker wirtschaftlicher Aufschwung des Bundesstaates; die Staatsausgaben wurden begrenzt und eine Schulreform durchgeführt, die unter anderem zu kleineren Klassengrößen und einem allgemein verbindlichen Curriculum führten. In seine Amtszeit fällt auch die Deregulierung des Strommarktes in Kalifornien, was einer der Hauptgründe für die Elektrizitätskrise von 2000 und 2001 war. In gesellschaftspolitischen Fragen vertrat Wilson häufig eher gemäßigte Positionen. So lehnte er ein Verbot von Schwangerschaftsabbrüchen ab („Pro-Choice“) und stellte sich damit gegen die Mehrheitsmeinung in seiner Partei. In seine Regierungszeit fallen außer dem schweren Rassenunruhen in Los Angeles von 1992, auf die der Gouverneur vor allem mit einer Mobilisierung der Nationalgarde zur Wiederherstellung der öffentlichen Ordnung reagierte.
1996 bewarb er sich um die republikanische Nominierung für die Wahl zum US-Präsidenten; sein Wahlkampf war jedoch, auch wegen auftretender gesundheitlicher Einschränkungen, nicht erfolgreich. 
Im Oktober 1999 wurde ihm vom Woodrow Wilson International Center for Scholars der Woodrow Wilson Award der Smithsonian Institution zuerkannt. 2007 wurde in San Diego ein Standbild von ihm aufgestellt. Nach dem Ende seiner Amtszeit gehörte er verschiedenen Aufsichtsräten von Unternehmen und politischen Gremien an. 2003 unterstützte er den Wahlkampf von Arnold Schwarzenegger gegen den seinerzeit amtierenden Gouverneur Gray Davis.
Wilson ist verheiratet und hat mit seiner Frau Gayle Edlund zwei Stiefkinder und fünf Enkel.